# Simon Loeffler

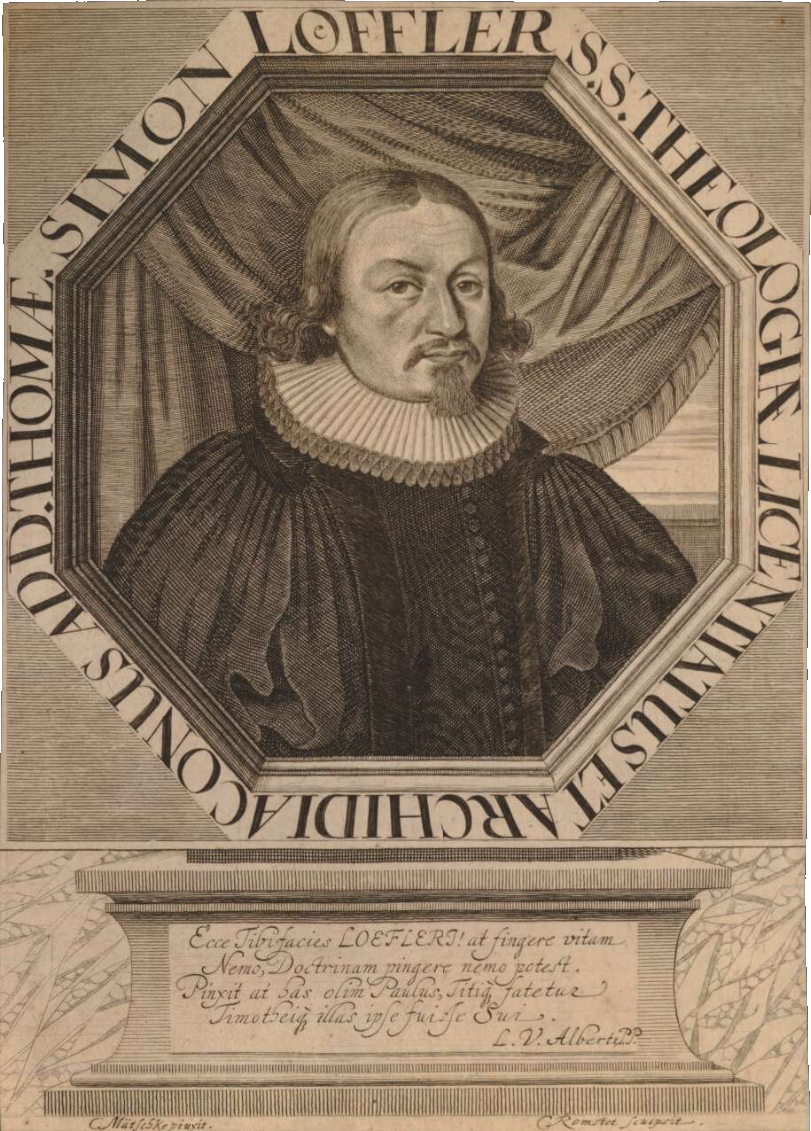
Simon Loeffler (Christian Romstet nach Christian Mätzschke)

Simon Loeffler (auch: Löffler; * 22. April 1627 in Leipzig; † 4. September 1674 ebenda) war ein deutscher Theologe.

## Leben
Loeffler hatte an der Universität Leipzig sowie an der Universität Jena studiert, bevor er Licentiat und Diakon sowie Archidiakon an der St.-Nikolai-Kirche und an der St.-Thomas-Kirche in Leipzig wurde.
Er war seit dem 25. September 1666 in zweiter Ehe mit Anna Catherina Leibnütz (auch Anna Katharina Leibnitz, * 1. August 1648; † 13. Februar 1672) verheiratet, der Tochter des Friedrich Leibnütz und dessen dritter Ehefrau Katharina (geborene Schmuck, * 5. November 1621; † 4. Februar 1664). Mit ihr hatte er drei Kinder, von denen zwei bereits jung starben. Der Sohn Friedrich Simon Loeffler war ein Neffe und Erbe von Gottfried Wilhelm Leibniz. Die Loefflers gehörten genealogisch zu der aus Nürnberg stammenden Leipziger Patrizierfamilie Scherl.
Von Loeffler sind insbesondere mehrere Leichenpredigten überliefert.